# Балда, Расселл
Расселл Балда (англ. Russell Balda, 1939 — 16 мая 2022, Финикс) — американский орнитолог, известный своими исследованиями поведенческой экологии западноамериканской сойки, а также работами по пространственному познанию у птиц, занимающихся запасанием семян. В 1998 году он стал лауреатом Исследовательской премии имени Лойе и Олдена Миллера от Куперовского орнитологического общества, которая вручается в знак признания достижений в области орнитологических исследований.